# 王士魁
王士魁（1904年12月—1969年），男，广东琼山（今属海南）人，中国天文学家，云南大学教授，曾任云南大学数学系主任，云南大学理学院院长，云南凤凰山天文台主任，云南大学教务长，中国天文学会理事。